# Varicelle (South Park)
Varicelle (Chickenpox en version originale) est le dixième épisode de la deuxième saison de la série animée South Park, ainsi que le 23e épisode de l'émission.

## Synopsis
Kenny a attrapé la varicelle, les parents de South Park décident alors d'infecter leurs enfants pour éviter qu'ils ne l'attrapent en étant plus vieux.

## Mort de Kenny
Kenny meurt, à la fin de l'épisode, foudroyé par la varicelle (ou meurt de rire lors d'un classique gag de fin d'épisode).